# Серия торнадо на юге долины Миссисипи (2023)
24 марта 2023 года, на юге долины реки Миссисипи в Соединённых Штатах началась смертоносная суровая погода, что включала в себя грозы, и вспышку торнадо. Один из них, категории EF4, прошёл по городам Роллинг-Форк, Миднайт и Силвер-Сити в западной части Миссисипи, причинив катастрофический ущерб и приведя к многочисленным жертвам. Для этого торнадо и двух последующих торнадо EF3 из той же суперячейки, которые поразили Вайнону и Эймори соответственно, было выдано несколько экстренных предупреждений.
Далее разрушительные ветры, грозы, торнадо и ливни произошли в регионе, включая один торнадо EF2, в результате которого погиб человек в Харцелле, Алабама. На следующий день сообщалось о более суровой погоде и торнадо в Алабаме, Джорджии, Флориде и Огайо. После затишья, продолжавшегося большую часть 25 марта, шторм продолжался с 26 по 27 марта.
В сумме за четыре дня было 33 торнадо с максимальным рейтингом EF4.

## Общий обзор
По данным Fox Weather, первый крупный торнадо зародился в Роллинг-Форк и двинулся на северо-восток через Силвер-Сити.
Зафиксированы штормы со скоростью более 80 километров в час, 113, 129 и порывы до 160 километров в час в штате Техас.
Торнадо затронул Алабаму, Миссисипи, Техас и Теннесси (по крайней мере, 11 сообщений о торнадо в первые два дня), вызвав перебои в подаче электроэнергии . По данным портала PowerOutage, почти 12 тысяч абонентов остались без электричества в Миссисипи, более 16 тысяч — в Алабаме и более 28 тысяч — в Теннесси. CNN писал, что больше всего от стихийного бедствия пострадали города Силвер-Сити и Роллинг-Форк, расположенные в 96 км к северо-западу от Джексона. Именно такие небольшие городки в сельской местности пострадали больше всего. Разрушения также вызвали проливные дожди, а также град размером с мяч для гольфа, выпавший на юге Миссисипи.

## Подтверждённые торнадо
| Подтверждённые торнадо по улучшенной шкале Фудзиты | Подтверждённые торнадо по улучшенной шкале Фудзиты | Подтверждённые торнадо по улучшенной шкале Фудзиты | Подтверждённые торнадо по улучшенной шкале Фудзиты | Подтверждённые торнадо по улучшенной шкале Фудзиты | Подтверждённые торнадо по улучшенной шкале Фудзиты | Подтверждённые торнадо по улучшенной шкале Фудзиты | Подтверждённые торнадо по улучшенной шкале Фудзиты |
| -------------------------------------------------- | -------------------------------------------------- | -------------------------------------------------- | -------------------------------------------------- | -------------------------------------------------- | -------------------------------------------------- | -------------------------------------------------- | -------------------------------------------------- |
| EFU                                                | EF0                                                | EF1                                                | EF2                                                | EF3                                                | EF4                                                | EF5                                                | Всего                                              |
| 0                                                  | 5                                                  | 19                                                 | 5                                                  | 3                                                  | 1                                                  | 0                                                  | 33                                                 |

### События 24 марта
| EF  | Место                                                                      | Округ                            | Штат      | Время (UTC) | Длина пути          | Макс. ширина     | Обзор |
| --- | -------------------------------------------------------------------------- | -------------------------------- | --------- | ----------- | ------------------- | ---------------- | --- |
| EF1 | Юг Уитта                                                                   | Паркер                           | Техас     | 09:52—09:58 | 6,73 миль (11 км)   | 75 yd (69 м)     | Когда торнадо коснулся земли, большой дом на колёсах перевернулся вверх дном, было двое раненых. Далее была повреждена крыша металлического здания, и ещё один фургон перевернулся. Торнадо повалило несколько больших деревьев.                                                                                             |
| EF1 | Северо-западный Пулвилл                                                    | Паркер, Уайз                     | Техас     | 09:56—10:00 | 5,47 миль (8,8 км)  | 100 yd (91 м)    | В нескольких домах были повреждены крыша и сайдинг. Металлическая конструкция гаража была приподнята и опрокинута. Большая крытая крыша павильона была полностью обрушена. Были повреждены несколько наружных зданий и несколько промышленных домов. Был нанесен значительный ущерб деревьям. Три человека получили ранения. |
| EF4 | От Юго-запада Роллинг-Форка до Миднайта, затем до Северо-запад Силвер-Сити | Иссакуина, Шарки, Хамфрис, Холмс | Миссисипи | 00:57—02:08 | 59,4 миль (96 км)   | 1320 yd (1210 м) | 17 смертей и 15 ранений — см. раздел об этом торнадо |
| EF1 | Юго-западный Хиллвиль                                                      | Хейвуд                           | Теннесси  | 01:19—01:21 | 0,26 миль (0,42 км) | 70 yd (64 м)     | У дома, сарая и пристройки повреждена крыша. Многочисленные деревья были сломаны или вырваны с корнем, в том числе одно, которое упало на жилой дом и нанесло серьёзный ущерб крыше. |
| EF1 | Поп                                                                        | Панола                           | Миссисипи | 01:25—01:34 | 8,39 миль (14 км)   | 100 yd (91 м)    | Были вырваны с корнем многочисленные деревья, одно из которых упало на жилой дом и причинило ущерб. Ещё в нескольких домах были незначительно повреждены крыши. Также была повреждена пристройка. |
| EF1 | Восток Кортленда                                                           | Панола                           | Миссисипи | 01:38—01:44 | 6,18 миль (9,9 км)  | 150 yd (140 м)   | Многочисленные деревья и несколько инженерных столбов были сломаны или вырваны с корнем. Жилым домам и хозяйственным постройкам нанесен небольшой ущерб. |
| EF1 | Берджес                                                                    | Панола, Лафейетт                 | Миссисипи | 01:47—01:51 | 4,08 миль (6,6 км)  | 125 yd (114 м)   | Торнадо нанес значительные повреждения деревьям. Сараи и хозяйственные постройки получили незначительные повреждения. |
| EF3 | Блэк-Хок, Юго-запад Лоди и Вайнона                                         | Карролл, Монтгомери              | Миссисипи | 02:12—02:37 | 29,2 миль (47 км)   | 1250 yd (1140 м) | 3 смерти и 5 ранений — см. раздел об этом торнадо |
| EF1 | Север Блу Спрингс                                                          | Юнион                            | Миссисипи | 02:38—02:39 | 0,73 миль (1,2 км)  | 125 yd (114 м)   | У нескольких домов были повреждены крыши. В одном жилом доме были повреждены пристройка и внутренний дворик. Многочисленные деревья были сломаны или вырваны с корнем. Один человек был ранен, когда на его автомобиль упало дерево.                                                                                         |
| EF1 | Гантаун                                                                    | Ли                               | Миссисипи | 02:45—02:57 | 14,66 миль (24 км)  | 250 yd (230 м)   | Деревья были сломаны и вырваны с корнем, крыши домов были незначительно повреждены, как и хозяйственные постройки. У одного дома был разрушен навес для машины. Два больших сарая в Гантауне были разрушены, а стена соседнего дома сдвинута.                                                                                |
| EF3 | От Юго-восточного Египта до Эймори и затем до Востока Турона               | Чикасо, Монро, Итавомба          | Миссисипи | 03:38—04:09 | 36,91 миль (59 км)  | 1600 yd (1500 м) | 2 смерти — см. раздел об этом торнадо |
| EF2 | Северо-восточная Флоренция                                                 | Лодердейл                        | Алабама   | 03:54—03:56 | 0,6 миль (0,97 км)  | 100 yd (91 м)    | Короткий, но сильный торнадо нанес серьёзный ущерб нескольким домам на поле для гольфа Blackberry Trail, сорвав большую часть крыш и причинив серьёзный ущерб наружным стенам. В частности, в одном доме было две комнаты, все наружные стены которых обрушились.                                                            |
| EF1 | Север Бир Крика                                                            | Марион                           | Алабама   | 04:44—04:49 | 4,21 миль (6,8 км)  | 275 yd (251 м)   | Многочисленные деревья были сломаны или вырваны с корнем. Также были повреждены дом и сарай. Этот торнадо может быть повышен до EF2 в результате дальнейшего анализа повреждений и это предварительная информация. |
| EF2 | Фейтвилл                                                                   | Линкольн                         | Теннесси  | 04:59—05:05 | 3,96 миль (6,4 км)  | 300 yd (270 м)   | Сильный торнадо обрушился на центр Фейетвилля, повредив больницу, столбы электропередач и транспортные средства. Медицинский центр Линкольна получил прямое попадание торнадо. Несколько машин были отброшены, а их стекла разбиты .                                                                                         |

### Событие 25 марта
| EF  | Место                                              | Округ          | Штат     | Время (UTC) | Длина пути         | Макс. ширина   | Обзор |
| --- | -------------------------------------------------- | -------------- | -------- | ----------- | ------------------ | -------------- | --- |
| EF2 | От Северо-западного Данвилля до Северного Харцелле | Лоренс, Морган | Алабама  | 05:23—05:29 | 13,56 миль (22 км) | 175 yd (160 м) | 1 смерть — Этот торнадо разразился к юго-западу от Дэнвилла, причинив незначительные повреждения крышам курятников, прежде чем пронестись по городу. Футбольное табло средней школы Дэнвилла было частично разрушено, и в этом районе были отмечены повреждения деревьев. Он усиливался по мере удаления от города на северо-восток, выкорчевывая деревья, нанося незначительный ущерб дому. Продолжаясь на восток, торнадо нанес серьёзный структурный ущерб домам на одну семью и вырвал с корнем и сломал множество деревьев. Проходя по северной стороне Харцелле, торнадо вырвал с корнем ещё несколько деревьев. Хорошо укрепленный передвижной дом в этом районе был сорван с фундамента и перевернут, искорежив его. Это привело к смерти человека внутри. Торнадо продолжал ломать деревья и нанес ещё больший ущерб крышам, прежде чем рассеяться к северо-востоку от Харцелле |
| EF1 | Запад Эстилл Спрингс                               | Франклин       | Теннесси | 05:24—05:39 | 15,26 миль (25 км) | 240 yd (220 м) | Этот EF1 был связан с тем же штормом, который нанес ущерб дальше на запад в Округе Линкольн. Несколько деревьев были вырваны с корнем или сломаны. Дом на одну семью и несколько небольших хозяйственных построек получили незначительные повреждения крыши. Вероятно, временами торнадо усиливался. |
| EF2 | Восток Фалквилля                                   | Морган         | Алабама  | 05:33—05:36 | 4,94 миль (8,0 км) | 125 yd (114 м) | Торнадо приземлился недалеко от шоссе 55E, где повалил деревья и столб электропередачи. У сарая и небольшого дома в была повреждена крыша. Ещё больше деревьев было вырвано с корнем и сломано, когда торнадо пронесся на северо-восток. Большой сарай был полностью разрушен, а поблизости был вырван с корнем очень большой старый дуб. Тюки сена весом 500 фунтов (230 кг) из сарая унесло вниз по течению. Турист был сбит упавшим деревом, прежде чем торнадо переместился в труднодоступную лесистую местность. |
| EF1 | Северо-западный Юнион-Гроув                        | Морган         | Алабама  | 05:47—05:50 | 2,09 миль (3,4 км) | 325 yd (297 м) | Были вырваны деревья и повреждены жилые дома. |
| EF1 | Север Флэт-Рока                                    | Джэксон        | Алабама  | 06:28—06:36 | 8,51 миль (14 км)  | 250 yd (230 м) | Торнадо обрушился на север от Флэт-Рока, где у нескольких курятников были повреждены крыши и вырвано с корнем множество хвойных деревьев. |
| EF0 | От Северного Эшфорда до Юго-западной Колумбии      | Хьюстон        | Алабама  | 14:00—14:10 | 4,47 миль (7,2 км) | 50 yd (46 м)   | Металлическая пристройка была разрушена, деревянное складское здание обрушилось, а крыши и сайдинг нескольких домов получили незначительные повреждения. Большое, но больное дерево упало на изготовленный дом, значительно повредив конструкцию. |
| EF0 | Кэдвелл                                            | Лоренс         | Джорджия | 20:17-20:19 | 1,5 миль (2,4 км)  | 100 yd (91 м)  | Кратковременный EF0 приземлился в Кэдвелле, где у дома были повреждения и был разрушен сарай. Торнадо также нанес ущерб деревьям после того, как он двигался на юго-восток. |

### События 26 марта
| EF  | Место                                                            | Округ            | Штат     | Время (UTC) | Длина пути         | Макс. ширина     | Обзор |
| --- | ---------------------------------------------------------------- | ---------------- | -------- | ----------- | ------------------ | ---------------- | --- |
| EF3 | Северная часть Вест-Пойнта и северо-восточная часть Пайн-Маунтин | Труп, Мериветер  | Джорджия | 10:49—11:19 | 21,69 миль (35 км) | 500 yd (460 м)   | Разрушительный торнадо обрушился на округ Труп. Торнадо обрушился на северную часть Вест-Пойнта, где многие дома и другие строения получили серьёзные повреждения или были разрушены, а многочисленные деревья были сломаны, вырваны с корнем или частично срублены. Пять человек были ранены. |
| EF1 | Милледжвилл                                                      | Болдуин          | Джорджия | 11:40—11:50 | 6,98 миль (11 км)  | 250 yd (230 м)   | Торнадо прошел по северной части Милледжвилла, повредив дома, деревья, предприятия, склады, больницу и столбы электропередач. |
| EF1 | Фултон                                                           | Кларк            | Алабама  | 01:24—01:26 | 1,67 миль (2,7 км) | 340 yd (310 м)   | Деревья были сломаны и вырваны с корнем, когда этот торнадо обрушился на север округа Кларк. Хорошо построенному дому был нанесен незначительный ущерб, а навес соседнего сарая был снесен ветром. Лыжную лодку, находившуюся внутри, и соседний трейлер унесло вниз по склону. Там также были вырваны лиственные дубы. Затем торнадо пронесся по некоторым густым лесным районам и коровьим пастбищам, где были сломаны и вырваны с корнем деревья твердых пород, а большой сарай был опрокинут на крышу.                   |
| EF1 | Катерин                                                          | Уилкокс          | Алабама  | 01:33—01:40 | 6,02 миль (9,7 км) | 350 yd (320 м)   | Множество деревьев были вырваны и повреждены два дома. |
| EF0 | Западный Пратвилль                                               | Отога            | Алабама  | 02:39—02:41 | 1,03 миль (1,7 км) | 200 yd (180 м)   | Деревья и ветви были повалены, металлические панели снесены с предприятия, а столбы электропередач и линии электропередач были повалены упавшими деревьями. |
| EF1 | Озеро Мартин                                                     | Элмор, Таллапуса | Алабама  | 03:22—03:29 | 7,46 миль (12 км)  | 1200 yd (1100 м) | Торнадо EF1 приземлился в лесистой местности, где немедленно повредил деревья. Ещё больше деревьев было повалено, когда торнадо пронесся по воде в район острова. В районе Ридж от трех до четырёх домов получили значительные повреждения крыши и сайдинга, а многие окружающие деревья были повалены. В конце Доусон-Пойнт была повалена пара бетонных опор линий электропередачи. Затем торнадо переместился в округ Таллапуса, где в нескольких районах были повреждены отдельные деревья, прежде чем торнадо рассеялся. |

### События 27 марта
| EF  | Место                                                     | Округ     | Штат     | Время (UTC) | Длина пути          | Макс. ширина     | Обзор |
| --- | --------------------------------------------------------- | --------- | -------- | ----------- | ------------------- | ---------------- | --- |
| EF2 | От Юго-западного Милстедто до Северо-восточного Франклина | Мейкон    | Алабама  | 07:41—08:06 | 15,41 миль (25 км)  | 1450 yd (1330 м) | Был разрушен навес для машины и повалено множество деревьев к северо-западу от Шортера. Далее на восток произошло массовое повреждение деревьев, а у нескольких домов были незначительно повреждены крыши. Повреждения произошли вблизи Франклина, прежде чем торнадо рассеялся.        |
| EF1 | Северо-западный Дуранд                                    | Мериветер | Джорджия | 11:06—11:19 | 8,7 миль (14 км)    | 150 yd (140 м)   | Сотни деревьев были сломаны и вырваны с корнем. Несколько зданий были серьёзно повреждены упавшими деревьями, в том числе дом на колесах. Другой дом был поврежден, когда была разрушена большая крышка, прикрепленная к нему. У соседнего хозяйственного здания была повреждена крыша. |
| EF0 | Юго-восток Маунтин Спрингс                                | Туигс     | Джорджия | 12:52—12:53 | 0,32 миль (0,51 км) | 50 yd (46 м)     | Деревья были сломаны и вырваны с корнем, а с одного дома сорвало сайдинг. |

### Роллинг-Форк, Миднайт и Силвер-Сити, Миссисипи
Этот сильный клиновидный торнадо приземлился к Юго-западу от Роллинг-Форк недалеко от реки Миссисипи, и его наблюдали многочисленные охотники за штормами. Многие здания и несколько передвижных домов были полностью уничтожены. Ace Hardware и здание Family Dollar были полностью разрушены, их содержимое разбросано, а стальная водонапорная башня была опрокинута. Затем торнадо продолжил движение на северо-восток, пройдя несколько километров большей частью по открытой местности. Затем, около полуночи, он атаковал Сильвер-Сити, где было разрушено множество домов. Далее торнадо прошёл через болота к северо-западу от Чулы и рассеялся. 16 человек погибли и более 165 были ранены.

### Блэк-Хок, Койла и Вайнона, Миссисипи
Ещё один мощный торнадо образовался в округе Кэрролл и обрушился на город Блэк-Хок, где сравнял с землёй церковь. Далее он направился на северо-восток, атаковав общину Койла, где ломал и выкорчёвывал многочисленные деревья. Когда смерч приблизился к Вайноне в округе Монтгомери, было объявлено чрезвычайное положение. Торнадо обрушился на южную часть Вайноны, причинив серьёзный ущерб. Затем торнадо продолжил движение на северо-восток, прежде чем рассеяться близ Лоди. Сообщалось о многочисленных травмах и трёх смертях в одном доме в округе Кэрролл.

### Египет, Нью-Рен, Эймори и Смитвилл, Миссисипи
Интенсивный, продолжительный и чрезвычайно быстро движущийся торнадо EF3 нанёс серьёзный ущерб населённым пунктам Египет, Нью-Рен и Эмори в штате Миссисипи. Торнадо впервые обрушился на юго-запад Египта в дальневосточном округе Чикасо. Когда торнадо пронёсся на северо-восток по окружной дороге 179 и альтернативному шоссе US 45, он усилился до интенсивности EF1, повалив и выкорчевав с корнем множество деревьев. Когда торнадо вошёл в округ Монро и прошел к юго-востоку от Египта, он достиг силы EF2. Нескольким строениям был нанесён значительный ущерб, включая разрушение нескольких одноэтажных жилых домов. Затем торнадо снова начал усиливаться, достигнув Макалистер-роуд и Херндон-лейн, причинив значительный ущерб нескольким домам, в том числе сорвав крыши и обрушив наружные стены. Одноэтажный жилой дом на Херндон-лейн был сорван с каркаса и разрушен. Два человека, находившиеся внутри, погибли, в то время как другие получили многочисленные серьёзные травмы. Кроме того, в этом районе было сломано или выкорчевано с корнем много лиственных деревьев. По мере того, как торнадо приближался к 45-му шоссе США, он достиг своей максимальной ширины в 1600 ярдов (1500 м) и нанес значительный ущерб деревьям и домам вдоль Уотли-роуд.
Когда торнадо пересёк шоссе на пересечении с Уотли-роуд и прошёл чуть южнее Нью-Рена, он достиг интенсивности EF3. Были разрушены один жилой дом и близлежащая церковь, а также несколько промышленных домов вдоль Литтл-Кунтейл-роуд, в то время как другим домам был нанесён серьёзный ущерб. Лодку отбросило на 50 ярдов (46 м), а внедорожник был отброшен в дерево. Затем торнадо немного ослаб, но оставался сильным, продолжая двигаться на северо-восток с интенсивностью EF2 и приближаясь к городу Эймори, где были серьёзно повреждены деревья. Некоторые дома также получили в основном незначительные повреждения кровли. Затем торнадо пересёк леса и болота, прежде чем пересечь шоссе US 278. Когда торнадо вошел в Эймори, его сила вернулась к EF3, он пересёк железнодорожную линию BNSF и MS 25, причинив значительный ущерб домам и деревьям. Затем торнадо причинил ущерб домам вблизи поля для гольфа Эмори, а также дорогам Миртл и Эллиот. Далее торнадо направился на северо-восток, к южной части Смитвилла, где у нескольких домов были значительно повреждены крыши. Затем торнадо начал сужаться и ослаб до силы EF1, прежде чем рассеяться, приблизившись к Уилсон-роуд к западу от границы штата Алабама. В общей сложности два человека погибли и множество других получили ранения. Торнадо преодолел 36.91 мили (59.40 км) со средней скоростью движения вперед 71.4 мили в час (114.9 км/ч).

## Последствия
Штат Миссисипи объявил чрезвычайное положение в округах Шарки, Хамфрис, Кэрролл и Монро. В Эймори был введён комендантский час с 20:00 до 6:00.
Губернатор штата Миссисипи Тейт Ривз побеседовал с президентом США Джо Байденом. Глава государства предложил полную поддержку федерального правительства. Персонал и ресурсы аварийного реагирования были отправлены в регион для оказания помощи в восстановительных работах.